# Scuola dei Fenestreri
La Scuola dei Fenestreri abritait l’école de dévotion et de charité de l'art des fabricants de vitrines de Venise. Elle est située calle de la Scuola dans le sestiere de Cannaregio.

## L'art des fenestreri
Les fenestreri   (ou finestrai) rassemblait les artisans qui fabriquaient et vendaient la vitrine complète (cadre et verre), seul exemple connu en Italie d'une corporation qui réunissait exclusivement les constructeurs de fenêtres.
Le fenestreri vénitien a fait des fenêtres de deux types: celles dont le cadre a monté le verre en forme de disque, produit par les maîtres verriers de Murano et appelés rui ou ruodi (Rouleaux ou roues) et joint avec du fil de plomb, ou avec les verres coupés en formes octogonales alternant avec des plaques plus petites, en forme de losange, également liés avec du plomb filé.
Le test d'admission à l'Art consistait à savoir comment construire une fenêtre en forme de carré, cinq pieds vénitiens de chaque côté, avec un cadre à une seule porte, fini avec verre rond et parfaitement carré. Sansovino lui-même a transmis à Venise, à la fin du XVIe siècle, l'usage généralisé de fenêtres à verre très blanc et fin, enfermé dans une bâche de bois et arrêté avec du fer et du plomb par des étrangers. Pour devenir maestro, l'épreuve consistait à savoir fabriquer un verre composé d'au moins 30 Rui da l'ochio de bò.
Les dispositions d'un décret du Sénat stipulaient que les fenestreri ne pouvaient élire fabricants des Suisses du canton des Grisons (car protestants) si les électeurs du banc et du Chapitre n'étaient pas au moins à deux tiers catholiques. Les garzoni pouvaient être embauchés à quatorze ans et un nombre maximum était imposé à partir de 1673. La disposition ne fut pas respectée et en 1687, il a été décidé de suspendre toutes les hypothèses pour dix ans sous peine d'une amende de 25 ducats.
L'Art comportait aussi une branche (colonello) :
- les piombadori : ils fixaient les plaques de verre dans les différentes compositions avec du plomb fondu.

Le saint patron de l'Art était Santa Maria Maddalena et l'autel se situait en l'église de la Madalena : autel avec une arche pour l'enterrement des confrères dans l'église; l'inscription EXPENSIS SOCIORUM ARTIS FINESTRARIORUM MDCCXCI a été perdue dans la reconstruction radicale de l'église réalisée par Tommaso Temanza en 1749.
Les statistiques de 1773 ont compté 62 capimaestri, 90 travailleurs, 17 garzoni et 52 magasins.